# Ferrari 365 P Berlinetta Speciale
La Ferrari 365 P Berlinetta Speciale, également appelée Berlinetta Tre-posti, est un concept-car de sport conçu et produit en 1966 par Pininfarina et Ferrari. Il s’agit de la première Ferrari de route spécialement conçue avec un moteur central, issu d’un châssis de voiture de course.
Son design innovant intègre une configuration à trois places, avec un poste de conduite central, une disposition qui sera popularisée plus tard par la McLaren F1. À cette époque, d'autres Ferrari similaires étaient davantage des voitures de course adaptées à la route, comme la 250 LM "Speciale" de 1965.

## Développement
Le passage progressif des voitures de course d’un moteur à l’avant vers une configuration arrière-milieu a encouragé les constructeurs à adopter cette disposition pour les voitures de route. La première voiture de série à en bénéficier fut la René-Bonnet Djet en 1962. Ce changement impliquait également une évolution stylistique adaptée aux nouvelles contraintes mécaniques.
Face à cette transformation inévitable, Pininfarina entreprit de développer plusieurs prototypes sur la base de Ferrari afin d’être à l’avant-garde de cette révolution. L’un de ces projets donna naissance à la Ferrari 365 P Berlinetta Speciale, surnommée "Tre-posti" (trois places en italien).
À l’origine de ce projet, Sergio Pininfarina, futur directeur de la célèbre maison de design, dut surmonter l’opposition d’Enzo Ferrari. Ce dernier refusait jusque-là d’équiper une voiture de route d’un moteur V12 en position centrale arrière et d’adopter un style non conventionnel. Cependant, des figures influentes comme Luigi Chinetti, importateur Ferrari aux États-Unis, et Gianni Agnelli, directeur de Fiat, manifestaient un réel intérêt pour de telles voitures.
Bien que Ferrari n’ait pas immédiatement lancé de modèles de série avec cette configuration, la Berlinetta Speciale marqua une étape décisive dans l’évolution du design de la marque. Son influence se fit sentir quelques années plus tard avec l’apparition du prototype 365 GT/4 Berlinetta Boxer en 1971.

### Design
« Si Ferrari l'avait construit, personne n'aurait jamais pensé à la Miura » a dit Luigi "Coco" Chinetti Junior.
Le design extérieur de la Berlinetta Speciale s’inspire largement du concept Dino de route, présenté un an plus tôt en 1965 et déjà doté d’un moteur central. Aldo Brovarone, futur directeur du style chez Pininfarina et créateur de tous les designs extérieurs des Dino de route, est également à l’origine de cette Berlinetta Speciale. En raison de ses nombreuses similitudes avec la Dino 206 GT de série, elle est souvent perçue comme une version agrandie de la Dino originale et de sa devancière. Elle fut dévoilée en même temps que le prototype final de la Dino Berlinetta GT en 1966.
Pininfarina a conçu sa carrosserie en aluminium sur un châssis de compétition à moteur central. L’un des éléments les plus distinctifs était sa configuration à trois sièges, avec le pilote placé au centre, légèrement en avant, et les deux passagers positionnés légèrement en retrait. Un essuie-glace central, hérité de la voiture de course, complétait ce design atypique. Des éléments luxueux tels que des sièges en cuir, des moquettes, des pare-chocs chromés et des garnitures raffinées furent également intégrés. La silhouette générale restait très proche de la Dino Berlinetta Speciale, et encore plus du prototype final, la Dino Berlinetta GT, juste avant son passage en production. Toutefois, pour accueillir un moteur V12 plus puissant, les dimensions et la forme générale furent légèrement revues. En raison de son agencement intérieur unique, la Ferrari Berlinetta Speciale fut surnommée « Tre-Posti ».
D’autres caractéristiques originales incluaient un toit ouvrant fixe en plexiglas. Le profil latéral et certains détails, comme le bouchon de réservoir apparent et les bouches d’aération en forme de larme, rappelaient fortement les modèles Dino. Enfin, pour renforcer la sécurité, un arceau de sécurité chromé fut intégré à l’habitacle.

## Production
Seuls deux exemplaires ont été construits avec divers détails distinctifs, tous deux en 1966.

### Châssis 8971
Deux châssis de course de la 365 P2 ont été utilisés par Pininfarina pour la construction du concept-car. Le premier modèle, basé sur le châssis 8971, était destiné à servir de voiture de démonstration . Achevé en septembre 1966 et peint en Blanc Garenia, il fut présenté en octobre de la même année au Mondial de l’Automobile de Paris sur le stand de Pininfarina. Son intérieur, doté de trois sièges, était recouvert de similicuir noir. Toutefois, à cette époque, la voiture ne disposait pas encore de ses trains roulants.
La Berlinetta Speciale, châssis 8971, fut exposée à plusieurs reprises à travers le monde en 1966 et 1967, notamment lors des salons automobiles d’Earl’s Court de Londres, de Bruxelles, de Genève et de Los Angeles. Après cette tournée, l’importateur Ferrari aux États-Unis, Luigi Chinetti, en fit l’acquisition en mai 1967. Ferrari lui factura le châssis de course avec ses modifications, tandis que Pininfarina lui vendit la carrosserie et l’outillage, pour un prix total estimé à environ 21 160 $ US, hors frais de port. Chinetti revendit rapidement la voiture à deux reprises : d’abord à un banquier new-yorkais pour 26 000 $ US, avant de la racheter à chaque fois.
À partir de 1969, la Berlinetta Speciale resta dans la famille Chinetti et fut utilisée par le fils de Luigi Chinetti, Luigi « Coco » Chinetti Junior. En 2014, elle fut mise aux enchères par Gooding & Co., mais le prix de réserve ne fut pas atteint, laissant la voiture invendue. L’enchère la plus élevée atteignit néanmoins 23,5 millions de dollars américains.

### Châssis 8815
« On n'avait pas le temps de s'arrêter avant que les gens ne l'entourent. Mais c'était amusant. L'accélération était monstrueuse. Il fallait juste s'habituer au siège conducteur central, car il offrait un point de repère idéal, que ce soit à droite ou à gauche. », Gianni Agnelli sur sa Berlinetta Speciale.

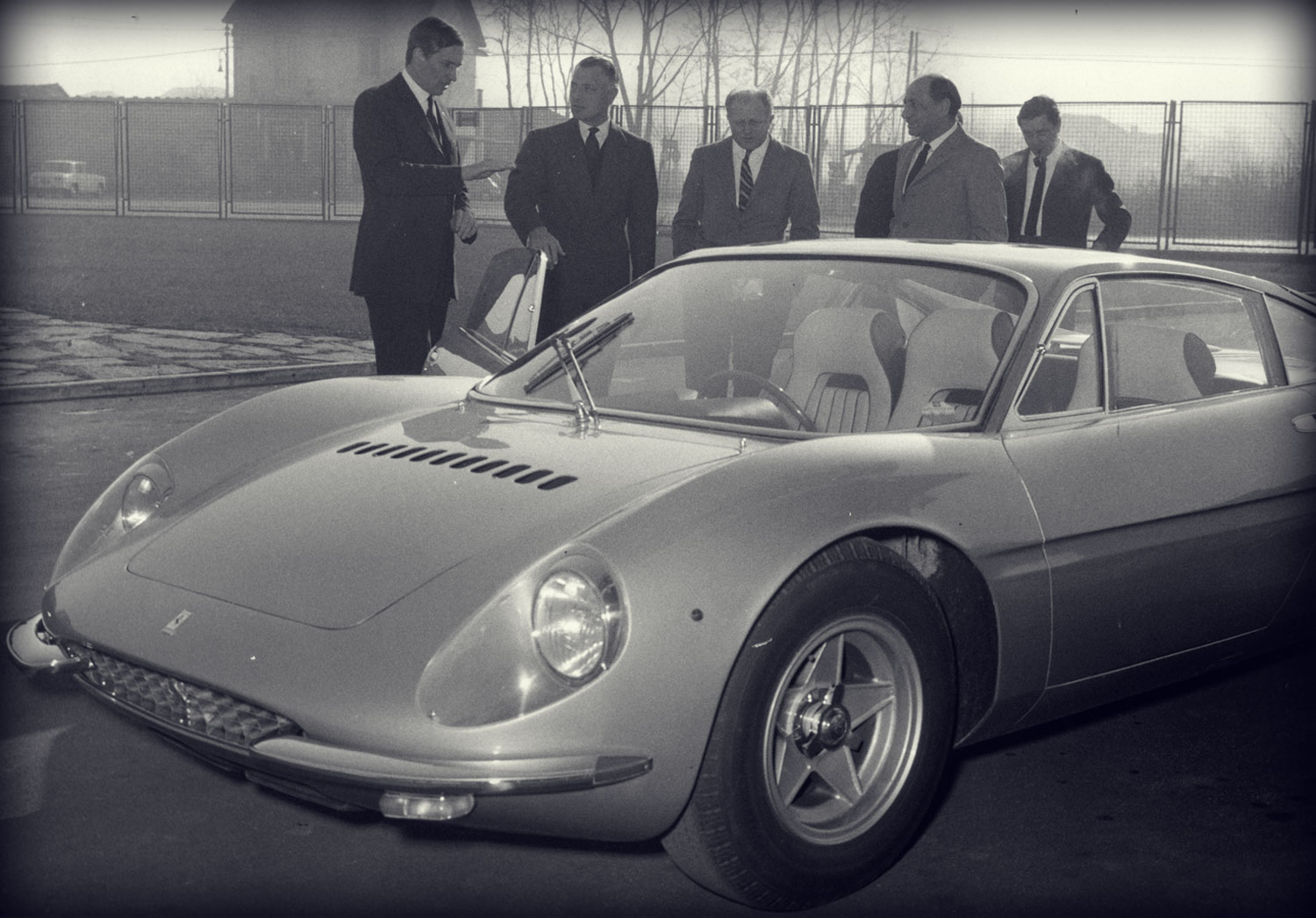
Berlinetta Speciale châssis 8815 de Gianni Agnelli. Debout de gauche à droite : Mike Parkes, Gianni Agnelli, Giovanni Nasi, Renzo Carli et Sergio Pininfarina.

Le deuxième exemplaire, basé sur le châssis 8815, aurait été commandé par le président de Fiat, Gianni Agnelli, après avoir découvert le premier modèle lors du Mondial de l’Automobile de Paris. Il en prit livraison en 1966.
Initialement peint en gris métallisé avec une fine bande noire parcourant toute sa longueur, ce modèle ne disposait pas de toit ouvrant à l’origine, mais celui-ci fut ajouté peu après. Il était également équipé d’un grand aileron arrière chromé et de sièges recouverts de tissu. Au fil des années, la voiture subit plusieurs transformations esthétiques, étant successivement repeinte en bleu métallisé, puis en rouge.

## Caractéristiques

### Moteur et transmission
La 365 P Berlinetta Speciale est équipée d’une version du moteur V12 Colombo à 60° destinée à la compétition, empruntée à la Ferrari 365 P2. Ce moteur à simple arbre à cames en tête actionnait deux soupapes par cylindre. Il était monté longitudinalement en position centrale arrière, couplé à une boîte manuelle transaxle à cinq rapports.
Avec un alésage et une course de 81 x 71 mm, la cylindrée totale atteignait 4 390 cm³ (4,4 L). L’alimentation en carburant était assurée par trois carburateurs Weber 40DFI. Grâce à un taux de compression de 8,8:1, le moteur développait une puissance de 380 ch à 7 300 tr/min. Il conservait également le système de lubrification à carter sec utilisé en compétition.
La vitesse de pointe était estimée à 245 km/h. Contrairement à certaines versions routières, le moteur ne subit aucun déréglage par rapport à sa configuration d’origine.

### Châssis et suspension
Le châssis tubulaire de compétition à moteur central de la 365P était similaire à celui de la Ferrari 330 P2. Il provenait en réalité de la version client 365 P2, la même utilisée par l’équipe NART de Luigi Chinetti en 1965, avec quelques modifications, notamment l’ajout d’un arceau de sécurité et de roues en aluminium moulé.
L’empattement avait été allongé de 200 mm (7,9 pouces) par rapport au cadre d’origine, atteignant ainsi 2 600 mm (102,4 pouces).
La voiture était équipée de suspensions indépendantes à l’avant et à l’arrière, avec des triangles de suspension de longueurs inégales, des ressorts hélicoïdaux, des amortisseurs télescopiques et des barres antiroulis. Les freins à disque sur les quatre roues étaient servo-assistés.
Son poids à vide était de 1 020 kg (2 249 lb), tandis que sa longueur totale atteignait 4 400 mm (173,2 pouces).